# Az Oroszlán őrség epizódjainak listája
Ez a szócikk Az Oroszlán őrség című amerikai animációs sorozat epizódjait listázza.

## Évados áttekintés
| Évad | Évad            | Epizódok        | Eredeti sugárzás   | Eredeti sugárzás   | Magyar sugárzás                                                   | Magyar sugárzás                                                       |
| Évad | Évad            | Epizódok        | Évadpremier        | Évadfinálé         | Évadpremier                                                       | Évadfinálé                                                            |
| ---- | --------------- | --------------- | ------------------ | ------------------ | ----------------------------------------------------------------- | --------------------------------------------------------------------- |
|      | Előzmény epizód | Előzmény epizód | 2015. november 21. | 2015. november 21. | 2016. március 26. (Disney Jr.) 2016. március 26. (Disney Channel) | 2016. március 26. (Disney Jr.) 2016. március 26. (Disney Channel)     |
|      | 1               | 26              | 2016. január 15.   | 2017. április 21.  | 2016. április 18. (Disney Jr.) 2016. június 28. (Disney Channel)  | 2017. augusztus 19. (Disney Jr.) 2017. augusztus 30. (Disney Channel) |
|      | 2               | 29              | 2017. július 7.    | 2019. április 22.  | 2019. február 10. (M2)                                            | 2019. június 18. (M2)                                                 |
|      | 3               | 19              | 2019. augusztus 3. | 2019. november 3.  | 2020. december 28. (M2)                                           | 2021. január 22. (M2)                                                 |

## Epizódok

### Előzmény epizód
| Eredeti cím                        | Magyar cím                                     | Író        | Rendező      | Eredeti bemutató   | Magyar bemutató   | Magyar bemutató   |
| Eredeti cím                        | Magyar cím                                     | Író        | Rendező      | Eredeti bemutató   | Disney Jr.        | Disney Channel    |
| ---------------------------------- | ---------------------------------------------- | ---------- | ------------ | ------------------ | ----------------- | ----------------- |
| The Lion Guard: Return of the Roar | A Büszke Birtok oroszlán őrsége: Kion üvöltése | Ford Riley | Howy Parkins | 2015. november 21. | 2016. március 26. | 2016. március 26. |

### 1. évad (2016–2017)
| Sor. | Év. | Eredeti cím                      | Magyar cím                  | Író(k)                              | Rendező(k)                 | Eredeti bemutató     | Magyar bemutató      | Magyar bemutató     |
| Sor. | Év. | Eredeti cím                      | Magyar cím                  | Író(k)                              | Rendező(k)                 | Eredeti bemutató     | Disney Jr.           | Disney Channel      |
| ---- | --- | -------------------------------- | --------------------------- | ----------------------------------- | -------------------------- | -------------------- | -------------------- | ------------------- |
| 1.   | 1.  | The Rise of Makuu                | Makuu felemelkedése         | Ford Riley                          | Howy Parkins               | 2016. január 15.     | 2016. április 18.    | 2016. június 28.    |
| 2.   | 2.  | Never Judge a Hyena by Its Spots | Hiénát a foltjáról          | Kevin Hopps, John Loy, Ford Riley   | Howy Parkins               | 2016. január 15.     | 2016. április 20.    | 2016. június 29.    |
| 3.   | 3.  | Bunga the Wise                   | Bunga, a bölcs              | John Loy                            | Howy Parkins               | 2016. január 22.     | 2016. április 19.    | 2016. június 22.    |
| 4.   | 4.  | Can't Wait to Be Queen           | Királynősdi                 | Jack Monaco, John Loy, Ford Riley   | Howy Parkins               | 2016. január 29.     | 2016. április 21.    | 2016. június 23.    |
| 5.   | 5.  | Eye of the Beholder              | Félszemű őrszem             | Jack Monaco, John Loy, Ford Riley   | Howy Parkins               | 2016. február 5.     | 2016. április 22.    | 2016. június 24.    |
| 6.   | 6.  | The Kupatana Celebration         | Kupatana ünnep              | Jack Monaco, John Loy, Ford Riley   | Howy Parkins               | 2016. február 12.    | 2016. április 23.    | 2016. június 25.    |
| 7.   | 7.  | Fuli's New Family                | Fuli új családja            | Jack Monaco, John Loy, Ford Riley   | Howy Parkins               | 2016. február 19.    | 2016. április 24.    | 2016. június 26.    |
| 8.   | 8.  | The Search for Utamu             | Az utamu nyomában           | Jack Monaco, John Loy, Ford Riley   | Howy Parkins               | 2016. február 26.    | 2016. április 25.    | 2016. június 27.    |
| 9.   | 9.  | Follow That Hippo!               | Kövessük a vízilovat        | John Loy                            | Howy Parkins               | 2016. április 8.     | 2016. április 26.    | 2016. november 21.  |
| 10.  | 10. | The Call of the Drongo           | A drongó szava              | Kevin Hopps, Sztorit: Elise Allen   | Howy Parkins               | 2016. április 15.    | 2016. szeptember 26. | 2016. november 22.  |
| 11.  | 11. | Painting and Predictions         | Festmények és jóslatok      | Kevin Hopps, Sztorit: Elise Allen   | Howy Parkins               | 2016. április 22.    | 2016. szeptember 27. | 2016. november 23.  |
| 12.  | 12. | The Mbali Fields Migration       | Költözés a Mbali mezőkre    | Elise Allen, John Loy, Ford Riley   | Howy Parkins               | 2016. április 29.    | 2016. szeptember 28. | 2016. november 24.  |
| 13.  | 13. | Bunga and the King               | Bunga és a király           | Jack Monaco                         | Howy Parkins               | 2016. május 6.       | 2016. szeptember 29. | 2016. november 25.  |
| 14.  | 14. | The Imaginary Okapi              | A képzeletbeli okapi        | John Loy                            | Howy Parkins               | 2016. július 8.      | 2016. szeptember 30. | 2017. augusztus 15. |
| 15.  | 15. | Too Many Termites                | Termeszkáosz                | Elise Allen                         | Howy Parkins               | 2016. július 15.     | 2016. november 5.    | 2017. augusztus 16. |
| 16.  | 16. | The Trouble With Galagos         | Zűrzavar a fülesmakik körül | Elise Allen                         | Howy Parkins               | 2016. augusztus 5.   | 2016. november 12.   | 2017. augusztus 17. |
| 17.  | 17. | Janja's New Crew                 | Janja új klánja             | Kevin Hopps                         | Howy Parkins               | 2016. augusztus 26.  | 2016. november 19.   | 2017. augusztus 18. |
| 18.  | 18. | Baboons!                         | Majmok                      | Kevin Hopps, Jack Monaco            | Howy Parkins               | 2016. szeptember 23. | 2017. április 1.     | 2017. augusztus 21. |
| 19.  | 19. | Beware the Zimwi                 | Óvakodj a Zimwitől          | Jack Monaco                         | Howy Parkins               | 2016. október 14.    | 2017. április 8.     | 2017. augusztus 22. |
| 20.  | 20. | Lions of the Outlands            | Zordfölde oroszlánjai       | Kevin Hopps, Ford Riley, John Loy   | Howy Parkins, Tom Derosier | 2016. november 11.   | 2017. július 22.     | 2017. augusztus 23. |
| 21.  | 21. | Never Roar Again                 | Üvölteni tilos              | Jack Monaco                         | Howy Parkins               | 2016. november 18.   | 2017. április 22.    | 2017. augusztus 14. |
| 22.  | 22. | The Lost Gorillas                | Gorilla-akció               | Elise Allen                         | Howy Parkins, Tom Derosier | 2016. december 2.    | 2017. augusztus 12.  | 2017. augusztus 29. |
| 23.  | 23. | The Trail to Udugu               | Az Uduguhoz vezető út       | Kendall Michele Haney               | Howy Parkins, Tom Derosier | 2017. január 6.      | 2017. július 29.     | 2017. augusztus 25. |
| 24.  | 24. | Ono's Idol                       | Ono hőse                    | Jack Monaco                         | Howy Parkins               | 2017. február 24.    | 2017. augusztus 5.   | 2017. augusztus 28. |
| 25.  | 25. | Beshte and the Hippo Lanes       | Beshte és a víziló csapások | John Loy, Chelsea Beyl, Jack Monaco | Howy Parkins               | 2017. március 17.    | 2017. április 15.    | 2017. augusztus 24. |
| 26.  | 26. | Ono the Tickbird                 | Ono és az orrszarvú         | Elise Allen                         | Howy Parkins               | 2017. április 21.    | 2017. augusztus 19.  | 2017. augusztus 30. |

### 2. évad (2017–2019)
| Sor. | Év. | Eredeti cím                  | Magyar cím                        | Rendező(k)                  | Író(k)                       | Eredeti bemutató     | Magyar bemutató        |
| ---- | --- | ---------------------------- | --------------------------------- | --------------------------- | ---------------------------- | -------------------- | ---------------------- |
| 27.  | 1.  | Babysitter Bunga             | Bunga, a bébiszitter              | Howy Parkins                | Elise Allen                  | 2017. július 7.      | 2019. február 10. (M2) |
| 28.  | 2.  | Savannah Summit              | A szavanna csúcs                  | Howy Parkins, Tom De Rosier | Jack Monaco                  | 2017. július 7.      | 2019. február 16. (M2) |
| 29.  | 3.  | The Traveling Baboon         | Az utazó pávián show              | Howy Parkins                | John Loy                     | 2017. július 14.     | 2019. május 17. (M2)   |
| 30.  | 4.  | Ono and the Egg              | Ono és a tojás                    | Howy Parkins, Tom De Rosier | Elise Allen                  | 2017. július 21.     | 2019. május 16. (M2)   |
| 31.  | 5.  | Rise of Scar                 | Zordon ébredése                   | Howy Parkins                | Ford Riley                   | 2017. július 30.     | 2019. február 17. (M2) |
| 31.  | 5.  | Rise of Scar                 | Zordon ébredése                   | Howy Parkins                | Ford Riley                   | 2017. július 30.     | 2019. február 23. (M2) |
| 32.  | 6.  | Let Sleeping Crocs Lie       | Ne ébreszd fel az alvó krokodilt! | Howy Parkins                | Elise Allen                  | 2017. augusztus 11.  | 2019. február 24 (M2)  |
| 33.  | 7.  | Swept Away                   | Elsodorva                         | Tom De Rosier               | Jack Monaco                  | 2017. szeptember 15. | 2019. május 15. (M2)   |
| 34.  | 8.  | Rafiki's New Neighbors       | Rafiki szomszédot kap             | Howy Parkins                | Laura Sreebny, Krista Tucker | 2017. szeptember 22. | 2019. május 20. (M2)   |
| 35.  | 9.  | Rescue in the Outlands       | Meredek mentőakció                | Howy Parkins, Tom De Rosier | Elise Allen                  | 2017. szeptember 29. | 2019. május 21. (M2)   |
| 36.  | 10. | The Ukumbusho Tradition      | Békeharc a Szavannán              | Howy Parkins                | Jack Monaco                  | 2017. október 27.    | 2019. május 24. (M2)   |
| 37.  | 11. | The Bite of Kenge            | Mérges Kenge                      | Howy Parkins                | Krista Tucker                | 2017. november 3.    | 2019. május 22. (M2)   |
| 38.  | 12. | Timon and Pumbaa's Christmas | Timon és Pumba karácsonya         | Howy Parkins                | John Loy, Ford Riley         | 2017. december 8.    | 2019. június 3. (M2)   |
| 39.  | 13. | The Morning Report           | Megkésett jelentés                | Howy Parkins, Tom De Rosier | Jack Monaco                  | 2018. január 8.      | 2019. május 23. (M2)   |
| 40.  | 14. | The Golden Zebra             | Az aranyszívű zebra               | Howy Parkins                | Elise Allen                  | 2018. január 9.      | 2019. május 27. (M2)   |
| 41.  | 15. | The Little Guy               | Kicsi a gekkó, de erős            | Howy Parkins, Tom De Rosier | Gus Constantellis            | 2018. január 10.     | 2019. május 28. (M2)   |
| 42.  | 16. | Divide and Conquer           | Oszd meg és uralkodj!             | Howy Parkins, Tom De Rosier | John Loy                     | 2018. január 11.     | 2019. május 30. (M2)   |
| 43.  | 17. | The Scorpion's Sting         | A skorpió csípése                 | Howy Parkins, Tom De Rosier | Krista Tucker                | 2018. április 2.     | 2019. június 4. (M2)   |
| 44.  | 18. | The Wisdom of Kongwe         | A bölcsek legbölcsebbike          | Howy Parkins                | Jack Monaco                  | 2018. április 3.     | 2019. május 29. (M2)   |
| 45.  | 19. | The Kilio Valley Fire        | Elefánt elégia                    | Howy Parkins                | Elise Allen                  | 2018. április 4.     | 2019. május 31. (M2)   |
| 46.  | 20. | Undercover Kinyonga          | Az álcázás mestere                | Howy Parkins                | Don Gillies                  | 2018. április 5.     | 2019. június 5. (M2)   |
| 47.  | 21. | Cave of Secrets              | A titkok barlangja                | Howy Parkins, Tom De Rosier | Jack Monaco                  | 2018. szeptember 4.  | 2019. június 6. (M2)   |
| 48.  | 22. | The Zebra Mastermind         | A zebra észkombájn                | Howy Parkins                | John Loy, Don Gillies        | 2018. szeptember 5.  | 2019. június 7. (M2)   |
| 49.  | 23. | The Hyena Resistance         | Hajthatatlan hiénák               | Howy Parkins, Tom De Rosier | Kendall Michele Haney        | 2018. szeptember 6.  | 2019. június 10. (M2)  |
| 50.  | 24. | The Underground Adventure    | Kaland a barlangban               | Howy Parkins                | Elise Allen                  | 2018. szeptember 7.  | 2019. június 11. (M2)  |
| 51.  | 25. | Beshte and the Beast         | Behemót barátok                   | Howy Parkins, Tom De Rosier | Elise Allen                  | 2018. november 12.   | 2019. június 12. (M2)  |
| 52.  | 26. | Pride Landers Unite!         | Büszke birtok lakói egyesüljetek! | Howy Parkins                | Jack Monaco                  | 2019. február 4.     | 2019. június 13. (M2)  |
| 53.  | 27. | The Queen's Visit            | Titkos testőrök                   | Tom Derosier                | Don Gillies                  | 2019. február 18.    | 2019. június 14. (M2)  |
| 54.  | 28. | The Fall of Mizimu Grove     | Mizimu elesik                     | Howy Parkins                | Kendall Michele Haney        | 2019. március 11.    | 2019. június 17. (M2)  |
| 55.  | 29. | Fire From the Sky            | Hull az égi csapás                | Howy Parkins, Tom De Rosier | Jack Monaco                  | 2019. április 22.    | 2019. június 18. (M2)  |

### 3. évad (2019)
| Sor. | Év. | Eredeti cím                | Magyar cím                | Rendező(k)                  | Író(k)                                                      | Eredeti bemutató     | Magyar bemutató            |
| ---- | --- | -------------------------- | ------------------------- | --------------------------- | ----------------------------------------------------------- | -------------------- | -------------------------- |
| 56.  | 1.  | Battle for the Pride Lands | Harc Büszke Birtokért     | Howy Parkins                | Ford Riley                                                  | 2019. augusztus 3.   | 2020. december 28–29. (M2) |
| 57.  | 2.  | The Harmattan              | A szakadék szélén         | Howy Parkins, Tom De Rosier | Gus Constantellis                                           | 2019. szeptember 7.  | 2020. december 30. (M2)    |
| 58.  | 3.  | The Accidental Avalanche   | Bajban, hóban, fagyban    | Howy Parkins, Tom De Rosier | John Loy, Elise Allen                                       | 2019. szeptember 8.  | 2021. január 1. (M2)       |
| 59.  | 4.  | Ghost of the Mountain      | Szellemmel szembe         | Howy Parkins                | Kendall Michele Haney                                       | 2019. szeptember 14. | 2020. december 31. (M2)    |
| 60.  | 5.  | Marsh of Mystery           | Lápi lények és lidércfény | Howy Parkins                | Kendall Michele Haney                                       | 2019. szeptember 15. | 2021. január 4. (M2)       |
| 61.  | 6.  | Dragon Island              | Így hergeld a sárkányokat | Howy Parkins, Tom De Rosier | Alison Taylor                                               | 2019. szeptember 21. | 2021. január 11. (M2)      |
| 62.  | 7.  | Journey of Memories        | Megkopott memória         | Tom De Rosier               | Jennifer Skelly                                             | 2019. szeptember 22. | 2021. január 5. (M2)       |
| 63.  | 8.  | The Race to Tuliza         | Barátságos versengés      | Howy Parkins                | Kent Redeker                                                | 2019. szeptember 28. | 2021. január 6. (M2)       |
| 64.  | 9.  | Mama Binturong             | A mama szava parancs      | Howy Parkins                | Gus Constantellis                                           | 2019. szeptember 29. | 2021. január 7. (M2)       |
| 65.  | 10. | Friends to the End         | Örök barátság             | Tom Derosier                | Alison Taylor                                               | 2019. október 5.     | 2021. január 8. (M2)       |
| 66.  | 11. | The Tree of Life           | Az élet fája              | Howy Parkins                | Kendall Michele Haney                                       | 2019. október 6.     | 2021. január 12. (M2)      |
| 67.  | 12. | The River of Patience      | A türelem virágot terem   | Tom Derosier                | Jennifer Skelly                                             | 2019. október 12.    | 2021. január 14. (M2)      |
| 68.  | 13. | Little Old Ginterbong      | Szemfényvesztés           | Howy Parkins                | Gus Constantellis                                           | 2019. október 13.    | 2021. január 13. (M2)      |
| 69.  | 14. | Poa the Destroyer          | Poa, a pusztító           | Tom Derosier                | Allison Taylor, Kendall Michele Haney, John Loy, Ford Riley | 2019. október 19.    | 2021. január 15. (M2)      |
| 70.  | 15. | Long Live the Queen        | Éljen a királynő!         | Howy Parkins                | Ford Riley, Kendall Michele Haney                           | 2019. október 20.    | 2021. január 20. (M2)      |
| 71.  | 16. | The Lake of Reflection     | Kételyek között           | Tom Derosier                | Jennifer Skelly                                             | 2019. október 26.    | 2021. január 18. (M2)      |
| 72.  | 17. | Triumph of the Roar        | Diadal üvöltés            | Howy Parkins                | John Loy                                                    | 2019. október 27.    | 2021. január 19. (M2)      |
| 73.  | 18. | Journey to the Pridelands  | Úttalan utakon            | Ford Riley                  | Kent Redeker, Kenedall Michele Haney, John Loy, Ford Riley  | 2019. november 2.    | 2021. január 22. (M2)      |
| 74.  | 19. | Return to the Pridelands   | Büszke birtok befutói     | Howy Parkins, Tom Derosier  | Kenedall Michele Haney, Ford Riley                          | 2019. november 3.    | 2021. január 21. (M2)      |